# Provinilá matka
Provinilá matka je drama o pěti aktech od Pierrea-Augustina Carona de Beaumarchaise, dokončené v roce 1792. Světová premiéra se uskutečnila 6. června 1792 v divadle Théâtre de la rue Feydeau. Při dalším provedení 5.
května 1797 se hra setkala s fenomenálním úspěchem.

## role
- Hrabě Almaviva, španělský grand s ušlechtilou hrdostí.
- Hraběnka Almaviva, velice melancholická se zbožností anděla.
- Rytíř Léon, jejich syn, mladý muž posedlý svobodou.
- Florestine, schovanka a dcera hraběte Almavivy, mladá dívka plná soucitu.
- Bégearss, Ir, major španělské armády, starý sekretář hraběte z doby, kdy zastával funkci velvyslance; velice tvrdý člověk, a velký intrikán, stále vytvářející problémy.
- Figaro, sluha a důvěrník hraběte, muž otevřený, veselý a zkušený.
- Suzanne, služka a důvěrnice hraběnky, žena Figarova. Je velice oddaná své paní.
- M. Fal, hraběcí notář, slušný a precizní člověk.
- Guillaume, německý komorník pana M. Begearsse, příliš zkušený v porovnání se svým pánem.

### Synopsis
Děj se odehrává dvacet let po předchozí hře v trilogii, Figarova svatba. Zatímco Hrabě byl pryč na dlouhé služební cestě, hraběnka a Cherubín spolu strávili noc. Když hraběnce řekl Cherubín, že to co udělal bylo špatné, a že ho už nikdy nechce vidět, odešel Cherubín do války a úmyslně se nechal smrtelně zranit na válečném poli. Když umíral, napsal poslední dopis hraběnce, kde deklaroval svou lásku a lítost nad vším co udělal. Hraběnka neměla to srdce vyhodit dopis, a místo toho ho zamkla do zvláštního boxu který byl dodán Irem Bégearss, box měl tajný prostor, do kterého dopis uložila aby ho hrabě nikdy nemohl najít. Brzy poté ke svému zděšení však hraběnka poznává že je s Cherubínem těhotná a čeká dítě (Leóna).
Hraběti byly podezřelé okolnosti narození dítěte, a správně tušil, že není otcem Léona. A tak se snaží rychle si užít svého majetku, aby León nic nezdědil. Rozhodl se vzdát svého titulu a přestěhovat rodinu do Paříže. I tak ale stále hledá důkaz, aby mohl podložit své pochybnosti, a mohl chlapce vydědit a hraběnku nařknout z cizoložství.
V mezičase má hrabě vlastní nemanželské dítě, dceru jménem Florestine. Bégearss se s ní chce oženit, a aby zajistil, že bude jedinou dědičkou hraběte, začne vyvolávat nesváry nad tajemstvím hraběnky. Figaro a Suzanne, kteří jsou stále ještě sezdaní, musí znovu zachránit hraběte, hraběnku a jejich nemanželské děti Léona a Florestine, kteří jsou do sebe tajně zamilovaní.

## Děj

### I. jednání
Figaro a jeho manželka Suzanne jsou stále ve službách hraběte Almavivy a jeho manželky hraběnky Rosine, ale rodina se přestěhovala do Francie. Hrabě mezitím utratí všechny finance, protože se obává, že by vše mohl zdědit León. Hra začíná v den Saint-Léon, kdy se narodí syn hraběnky a jejího bývalého milence Cherubína. Od doby kdy nejstarší syn hraběte zemřel v souboji, je hrabě k Leonovi stále více nepřátelský, protože tuší, že je výplodem cizoložství hrabněky.
Ir, Pan Begearss, je přidán do rodiny a Figaro se Susanna ho podezírají, že chce zradit celou rodinu. Begearss se chce oženit s Florestine, a odjet na Maltu za doprovodu Figara. Begearss ukazuje Hraběti Cherubínův dopis, který napsal v době cizoložství.

### II. jednání
Po přečtení dopisu hrabě zuří, díky němu našel poslední potřebnou věc dokazující jeho podezření, o nevěře hraběnky. Hrabě tak souhlasí, aby si Bégearss vzal Florestine. Bégearss všem řekne, že Florestine je skutečná dcera hraběte, a že si tedy nemůže vzít Leóna. Florestine pláče a León je zdrcený.

### III. jednání
Hraběnka je přesvědčena, že pro Florestine bude v nejlepším zájmu vzít si Begearsse. Hraběnka je připravena poskytnout podstatnou část svého majetku coby věno aby se s Begearssem vypořádala. Na naléhání Bégearsse, hraběnka se slzami v očích pálí dopisy od Cherubína. Svatební obřad se bude konat večer.

### IV. jednání
Hraběnka slibuje Leonovi, že bude naléhat na hraběte. I přes její výmluvné prosby jí hrabě nařkne z cizoložnictví. Hraběnka kvůli nařknutí omdlí a hrábě naléhavě volá o pomoc. Sussane a Figaro odhalí Bégearssův plán a jsou odhodlaní zabránit jeho nadcházejícímu sňatku s Florestine a následnému převzetí majetku hraběte.

### V. jednání
Figaro a Sussane přesvědčí hraběte a hraběnku že Bégearss je záporák, který proti nim plánuje intriky. Odhalení Bégearssovy zrady k sobě zpátky přivede hraběte s hraběnkou. Hrabě Almaviva který je nyní přemožen úlevou díky záchraně Florestine před sňatkem s Bégearssem, je ochoten vzdát se svého jmění a nechat vše v minulosti. Na druhou stranu ale Figaro nemá v úmyslu nechat záporáka odejít s možným nově nabytým majetkem .
Hraběnka si osvojí Florestin jako svou dceru a řekne jí aby si nebrala Bégearsse. Hrabě si za syna vezme Leona. Bégearss se poté vrací od notáře s nyní již i legálně nabitým jměním hraběte. Po přechytračení, které vymyslel Figaro je Bégearss konečně přemožen a vyhoštěn bez jakéhokoli majetku. Z toho co jsme se dříve dozvěděli tak víme, že Leon je syn hraběnky, nikoliv však hraběte. A Florestin je dcera hraběte a ne hraběnky. Díky tomu mohou k jejich potěšení být sezdáni.